# Milagros Pagliero
Milagros Pagliero (Santa Fe, Argentina, 20 de enero del 2000) es una futbolista argentina que debutó en el Club Atlético Unión de Santa Fe donde se desempeña como volante. En 2015 fue convocada para formar parte de la selección de Argentina que disputó el Campeonato Sudamericano Femenino Sub-17 en el año 2016, en Maracay, Venezuela.

## Trayectoria
Milagros Pagliero juega en el Club Atlético Unión de Santa Fe como volante.